# Julia Hart (luchadora)
Julia Rose Hart (Cambridge, Minnesota, 8 de noviembre del 2001) es una luchadora profesional y ex animadora estadounidense. Actualmente aparece en All Elite Wrestling (AEW), donde es miembro del stable The House of Black.

## Carrera profesional
Hart comenzó a entrenar en la Academia SOPW con Ken Anderson.  El 22 de noviembre del 2019, Hart tuvo su debut contra Alyna Kyle, que Hart ganó. Luego, Hart entrenó nuevamente con 'Nightmare Factory', y el 28 de marzo del 2021 (en su segundo escaparate), Hart participó en un combate de parejas, formando equipo con Spencer Kitz para enfrentarse a Hyena Hera y Karma Dean; las dos perdieron el encuentro.
Desde mayo del 2021, Hart comenzó a trabajar con All Elite Wrestling, apareciendo en AEW Dark o AEW Dynamite. Se alineó con el equipo Varsity Blonds (Brian Pillman Jr. y Griff Garrison) durante varios meses y estuvo junto al ring con ellos en cada uno de sus partidos durante ese tiempo. En el episodio del 25 de mayo de AEW, Dark Hart obtuvo su primera victoria en AEW al cubrir a Tesha Price. En el episodio del 4 de septiembre de AEW Dark, Hart se lesionó la pierna y no pudo competir en el Casino Battle Royale en All Out. Hart regresó al ring en la edición del 28 de septiembre de AEW Dark (originalmente grabada el 11 de septiembre), donde se enfrentó a Reka Tehaka y la venció por pinfall.  El 28 de enero del 2022, la edición especial de AEW Rampage Beach Break,  Hart se enfrentó a Jade Cargill por el Campeonato AEW TBS que Hart perdió.  El 6 de abril en Dynamite Hart participó en la Copa Owen Hart donde perdió ante Hikaru Shida en la ronda clasificatoria. El 29 de mayo de ese año en Double or Nothing se unió a The House of Black, convirtiéndose en heel en el proceso.

## En Lucha
- Movimientos finales
  - Hartless (Headscissors crucifix choke) - 2022-presente
  - Lifting hammerlock ddt - 2022-presente
  - Moonsault - 2023-presente
  - Reverse Twist Of Hate (Inverted front facelock cutter) - 2022-presente
  - Running bulldog - 2021-2022
  - Senton bomb - 2021-2023
  - Split-legged leg drop - 2021-2022
  - Sliced Bread (Shiranui) - 2021-2022
  - Triangle choke - 2021-2022
  - Twist Of Hate (Front facelock cutter) - 2022-presente
  - Walls Of Jericho (Lifting boston crab) - 2019-2021
  - Wild Elbow (Running corkscrew back elbow smash) - 2019-2021
  - Wild Senton (Back senton) - 2019-2021
  - Wild Thing (Shooting star press) - 2019-2021
  - Zeroone Kick (Running high knee) - 2019-2021
- Movimientos de firma
  - Back body drop
  - Body slam
  - Cartwheel forearm smash
  - Cartwheel heel kick
  - Flapjack
  - Handspring lariat
  - Military press slam
  - Running lariat
  - Scorpion kick
  - Side kick
  - Vertical suplex
- Dirigidos luchadores
  - Brian Pillman Jr
  - Brody King
  - Buddy Matthews
  - Griff Garrison
  - Malakai Black
- Temas de entrada
  - "City Lights" por Mikey Rukus (AEW; 2021-2022; utilizada como miembro de The Blondes)
  - "Harder Hart" por Colin Young feat. Emma Boster (AEW; 2022-presente)
  - "Rise from Ruins" por Absent in Body (AEW; 2022-2023; utilizada como miembro de House of Black)
  - "Dead Body (House of Black Remix)" por Deadbody (AEW; 2023-2025; utilizada como miembro de House of Black)
  - "Rest In Pain" por Colin Young (AEW; 2025-presente; utilizada como miembro de The Hounds of Hell)

## Vida personal
Hart está actualmente comprometida con su compañero en la empresa Lee Johnson.
A pesar de su apellido, no está relacionada con la dinastía de luchadores Hart.

## Campeonatos y logros

### Animación
- Campeonato Nacional de Cheerleaders (2 veces).[14]

### Lucha Libre profesional
- All Elite Wrestling
  - AEW TBS Championship (1 vez)